# Vajanského vodopád
Vajanského vodopád je ledovcový vodopád selektivního typu ve Vysokých Tatrách v okrese Poprad na severním Slovensku.

## Charakteristika
Nachází se v Temnosmrečianske dolině a jeho podloží je tvořené granodiority. Vodopád vytváří Temnosmrečinský potok, který je nad ním v nadmořské výšce 1620 m široký 2,5 m. Je vysoký přibližně 30 m.
Název vodopádu je dílem českého novináře Rudolfa Václava Boubely, jenž v roce 1919 navrhl pojmenování na počest slovenského politika a spisovatele Svetozára Hurbana, který užíval literární pseudonym Vajanský. Ten v roce 1879 vydal básnickou sbírku Tatry a more, jinak však s vodopádem není historicky spjat. Starší název Temnosmrečinský vodopád je stále užíván v polštině jako Ciemnosmreczyńska Siklawa.

## Přístup
Nedaleko vodopádu prochází  červená turistická značka k Nižnému Temnosmrečianskemu plesu, která je přístupná veřejnosti od 16. června do 31. října, kdy se tam dostaneme po  červené a  modré turistické značce z Podbanského nebo z rozcestí Tri studničky pod Kriváněm. Vrátit se je možné pouze stejnou cestou, pokračovat k Vyšnému Temnosmrečianskemu plesa a do sedla Chalubinské vrata a dál do Polska není možné, turistický chodník byl zrušen.